# Malaya-Affenfußratte
Die Malaya-Affenfußratte (Pithecheir parvus) lebt auf der südlichen Malaiischen Halbinsel und bildet zusammen mit der Java-Affenfußratte (Pithecheir melanurus) die Gattung Affenfußratten. Beide Taxa wurden zeitweilig zu einer Art zusammengefasst.

## Merkmale
Mit einer Kopf-Rumpf-Länge von 122 bis 180 mm, einer Schwanzlänge von 157 bis 215 mm und einem Gewicht von 49 bis 146 g ist die Art etwas kleiner als der andere Gattungsvertreter. Es sind 25 bis 30 mm lange Hinterfüße und Ohren von 13 bis 19 mm Länge vorhanden. Das weiche Fell ist lang und erscheint wollig. Oberseits haben die Haare an der Wurzel einen grauen Abschnitt und darauf folgt ein rotbrauner Bereich. Unterseits ist graues Fell vorhanden und das Kinn sowie die Flanken haben gelbbraune Tönungen. Der Übergang zur Unterseite erfolgt schrittweise und die Füße sind weiß bis rosa. Namensgebend sind die affenähnlichen breiten Füße mit Krallen an allen Zehen. Sie haben einen weit abspreizbaren großen Zeh und längliche Ballen an den Zehen. Der grauweiße Schwanz ist fast nackt und kann als Greifschwanz benutzt werden. Nur auf den körpernahen 18 mm kommt rotbraunes Fell vor. Die vier paarig angeordneten Zitzen der Weibchen liegen im Leistenbereich. Der diploide Chromosomensatz enthält 50 Chromosomen (2n=50).

## Verbreitung
Die Malaya-Affenfußratte lebt endemisch in Malaysia auf der Malaiischen Halbinsel. Die nördlichsten Funde stammen aus der Nähe der Grenze zu Thailand. Das Nagetier hält sich im Flach- und Bergland bis 1200 Meter Höhe auf. Es bewohnt feuchte Tropenwälder, die teilweise verändert sein können.

## Lebensweise
Die nachtaktiven Exemplare klettern in kleinen Bäumen, an Kletterpflanzen, auf Farnen und auf Palmen. Sie ruhen am Tage in einem selbstgebauten kugelrunden Nest aus Pflanzenteilen. Für die Schwesterart sind Pflanzenteile und Echte Grillen als Nahrung bekannt. Bei dieser wird ein Jungtier pro Wurf geboren.

## Gefährdung
Forstwirtschaft und die Umwandlung der Wälder zu Ackerflächen wirken sich negativ aus. Allgemein wird der Art ein gewisses Anpassungsvermögen bescheinigt. Die Größe der Gesamtpopulation ist nicht bekannt. Die IUCN listet die Malaya-Affenfußratte mit unzureichende Datenlage (data deficient).